# Kapetanianá
Kapetanianá, en grec moderne : Καπετανιανά, est un village du dème de Gortyne, dans le district régional de Héraklion, de la Crète, en Grèce. Selon le recensement de 2001, la population de Kapetanianá compte 113 habitants.
Le village est situé à une altitude d'environ 750 mètres, à une distance de 70,7 km de Héraklion et à 21 km d'Asími.